# توماس جاي بولز
توماس جاي بولز (بالإنجليزية: Tom Bowles)‏ هو عالم نووي وفيزيائي أمريكي، ولد في 27 يونيو 1950.